# Garcinia densivenia
Garcinia densivenia är en tvåhjärtbladig växtart som beskrevs av Adolf Engler. Garcinia densivenia ingår i släktet Garcinia och familjen Clusiaceae. Inga underarter finns listade i Catalogue of Life.